# Kratochvíliola navarica
Kratochvíliola navarica is een hooiwagen uit de familie Travuniidae.